# Нібіру

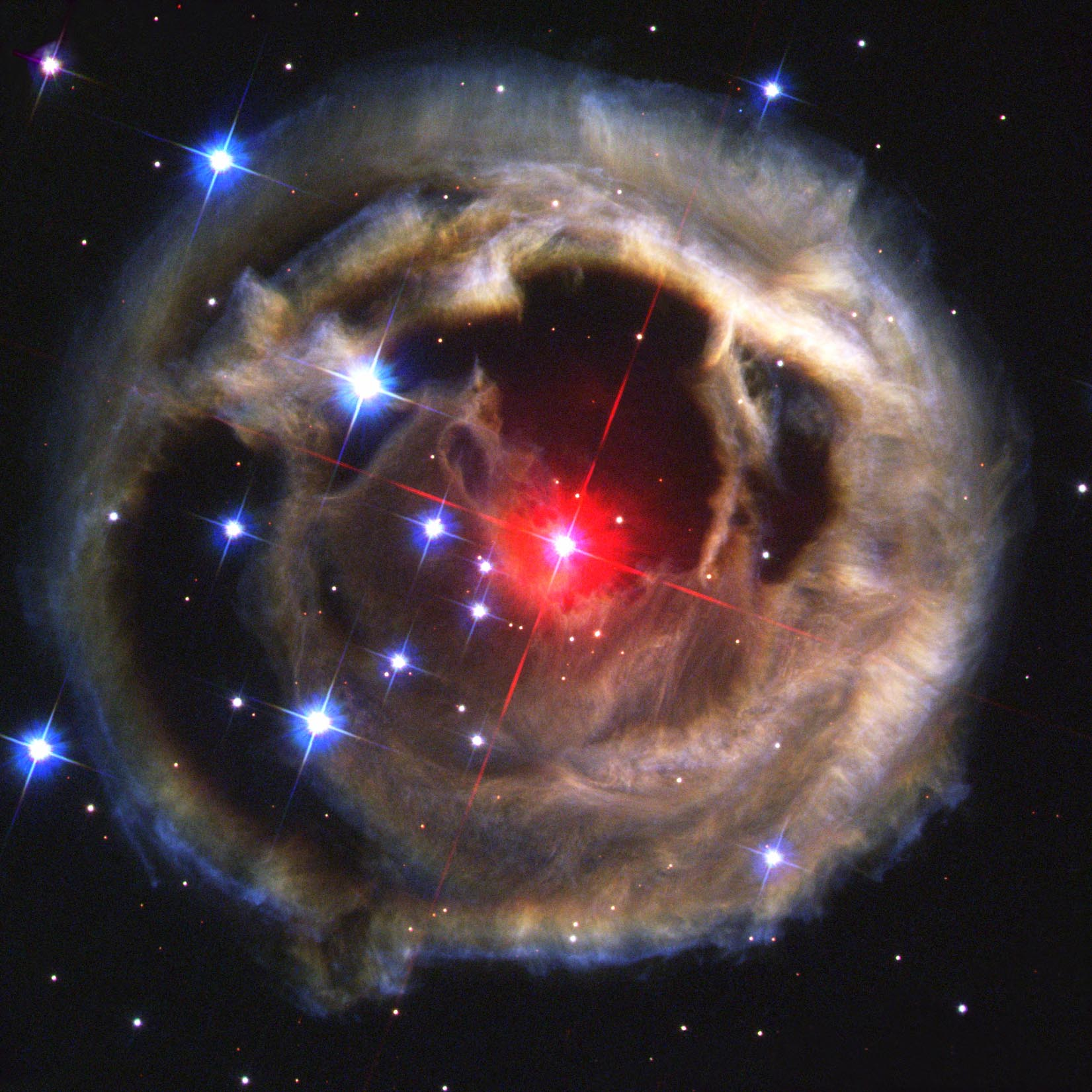
Фото V838 Єдинорога, яке часто вважається зображенням Нібіру

Нібі́ру — міфічна планета в міфології давніх вавилонян; міфічна планета Сонячної системи в сучасній масовій культурі. Часто ототожнюється з «планетою X» — гіпотетичною планетою або коричневим карликом за орбітою Плутона. Ідея про Нібіру була популяризована Захарією Сітчиним, в паранаукових дослідженнях якого планета має дуже витягнуту еліптичну орбіту, внаслідок чого її період обертання навколо Сонця може становити 3600 років, а її наближення до Землі спричиняє катаклізми планетарного масштабу.

## Нібіру в міфології
В міфології давніх вавилонян Нібіру (Неберу) називалася планета Юпітер (іноді Меркурій), бог Мардук та створена ним зірка. Як Юпітер і окрема зірка Нібіру керувала рухом інших зірок по небу. Саме слово «нібіру» означало перетин як місце і дію. Попри твердження представників неакадемічної науки, планета Нібіру ніколи не описувалася як місце життя яких-небудь істот.

## Нібіру в гіпотезі палеоконтакту
У 1976 році вийшла книга Захарії Сітчина «Дванадцята планета», в якій він, спираючись на власне трактування оригінального юдейського тексту Старого Завіту, тексти аккадських («Енума Еліш») і шумерських міфів, доводив існування Нібіру. За його трактуванням шумерської космології, після зіткнення Нібіру з планетою Тіамат сформувалися Земля, Місяць та пояс астероїдів і комет. Проте Нібіру вціліла, вийшовши на нову орбіту, а її населення, зване аннунаками, через тривалий час за допомогою генної інженерії створило людей, схрестивши свій вид з Homo erectus. Метою цього Сітчин називав отримання дешевої робочої сили для добування золота, що потрібне аннунакам для їхніх технологій. На думку Сітчина, кожні 3600 років, коли Нібіру наближалася до Землі на найкоротшу відстань, аннунаки поновлювали вивезення золота, а між тим правили на Землі, уявляючись людьми як боги. З кожним наближенням своєї планети аннунаки піднімали людство на вищий рівень науки й культури, проте близько 2024 року до н. е. аннунаки почали атомну війну між своїми кланами та були змушені покинути нашу планету.
Ідеї Сітчина доповнювалися і неодноразово перетрактовувалися прихильниками теорії палеоконтакту, представниками неакадемічної науки та езотеричних вчень. В поєднанні з ідеєю про світову катастрофу в 2012 році, Нібіру розглядалася як ініціатор «очищення» Землі чи всієї Сонячної системи від зла і ознака нового етапу духовного розвитку людства. «Очищення» передбачалося у формі глобальної катастрофи, вивержень вулканів, приходу потойбічних істот. Сам Сітчин вважав, що Нібіру досягне Землі на тисячу років пізніше.

## Паралелі з реальністю
Існує гіпотеза, висунута науковцями Каліфорнійського технологічного інституту, про існування в Сонячній системі дев'ятої великої планети. Її впливом може пояснюватися рух ряду карликових планет і астероїдів в поясі Койпера за орбітами Нептуна і Плутона.